# سرجیو سوارس
سرجیو سوارس (انگلیسی: Sérgio Soares؛ زادهٔ ۱۱ ژانویهٔ ۱۹۶۷) یک مربی فوتبال برزیلی و بازیکن سابق فوتبال است که در پست هافبک بازی می کرد. او سرمربی فعلی باشگاه ورزشی پورتوگیزا است.
از باشگاه‌هایی که در آن بازی کرده‌است می‌توان به باشگاه فوتبال سان خوزه، باشگاه فوتبال نائوچیکو، باشگاه فوتبال پالمیراس، باشگاه فوتبال گوارانی، باشگاه فوتبال کیوتو سانگا، باشگاه فوتبال الهلال و باشگاه فوتبال پائولیستا اشاره کرد.